# Мисиано, Винсент
Винсент Мисиано (англ. Vincent Misiano) — американский режиссёр телевидения. Он был режиссёром эпизодов 40 различных сериалов, включая «Агенты „Щ.И.Т.“», «Чёрный список», «Западное крыло», «Побег», «Медиум», «Стрела» и «Третья смена». Он является старшим братом режиссёра Кристофера Мисиано. В 2015 году, его переизбрали на должность Национального вице-президента Гильдии режиссёров Америки.
Мисиано начал работать на телевидении в 1995 году как эпизодный режиссёр сериала «Закон и порядок». Он снял единственный эпизод пятого сезона. Он вернулся, чтобы снять эпизод шестого сезона в 1996 году. Он также снял эпизод седьмого сезона.
Его наняли, чтобы снять два эпизода второго сезона «Элли Макбил» в 1998 году. Он стал регулярным режиссёром недолговременной драмы «Сейчас или никогда» канала CBS, сняв семь эпизодов первого сезона с 1999 по 2000 гг. Он снял единственный эпизод первого сезона сериала «Это жизнь» в 2000 году. Позже в 2000 году, он снял два эпизода сериала «Уровень 9».
В 2001 году, он снял эпизод спин-оффа «Секретных материалов», «Одинокие стрелки». 2002 год увидел значительное увеличение спроса на его работы. Он режиссировал отдельные эпизоды сериалов «Воспитание Макса Бикфорда», «Медики» и «Эд». Он также начал рабочие отношения с продолжающимися сериалами «Западное крыло» и «Третья смена». Он снял эпизод третьего сезона «Западного крыла» и вернулся осенью 2002 года для эпизода четвёртого сезона. Кроме того, он снял эпизод третьего сезона «Третьей смены» и вернулся ещё для эпизода четвёртого сезона.
Мисиано продолжил свою работу над четвёртым сезоном «Западного крыла» в 2003 году с ещё одним эпизодом. Осенью 2003 года, он снял эпизод пятого сезона «Третьей смены» и эпизод «Справедливой Эми». В 2004 году, он снял седьмой эпизод шестого сезона «Западного крыла», "A Change Is Gonna Come". Он также снял эпизода сериала «Таксист». 2005 год увидел конец «Третьей смены» с шестым сезоном, Мисиано снял четвёртый эпизод шоу, прежде чем оно закончилось. Мисиано стал регулярным режиссёром «Медиума» в конце 2005 года. Он снял два эпизода первого сезона и затем вернулся осенью, чтобы снять эпизод второго сезона. Он также снял три эпизода второго сезона «4400». Он работал над другой политической драмой, «Женщина-президент», и снял два эпизода.
В 2006 году, Мисиано снял премьеру третьего сезона «4400». Он снял два эпизода недолговременной юридической драмы «Убеждение», и по одному эпизоду сериалов «Аномалии» и «Доктор Вегас». Осенью 2006 года, он приступил к работе над вторым сезоном сериала канала Fox «Побег». Он снял один эпизод второго сезона в 2006 году и ещё один в 2007 году. Он также снял эпизод третьего сезона «Медиума» весной 2007 года. Осенью 2007 года, он снял эпизод третьего сезона сериала «Побег».
Весной 2008 года, Мисиано снял эпизод первого сезона сериала «Элай Стоун» и три эпизода четвёртого сезона «Медиума». Осенью 2008 года, Мисиано вернулся к «Элаю Стоуну», чтобы снять эпизод второго сезона. Он снял ещё один эпизод второго сезона в 2009 году, прежде чем шоу было отменено. Он продолжил снимать «Медиума», сняв эпизод пятого сезона в 2009 году.
В 2014 году, он снял множество эпизодов сериала «Агенты „Щ.И.Т.“», включая премьеру второго сезона и первую часть финала, «Воскрешение» и «Агент Картер» канала ABC и три эпизода «Тайн Лауры».